# Y Thăng Êban
Y Thăng Êban (sinh ngày 16 tháng 4 năm 1989) là một cầu thủ bóng đá người Việt Nam đang chơi ở vị trí tiền đạo cho Câu lạc bộ bóng đá Đắk Lắk ở Giải Bóng đá hạng Nhất Quốc gia.

## Sự nghiệp
Năm 2018, Y Thăng Êban giành danh hiệu vua phá lưới Giải hạng nhất với 15 bàn trong 14 trận.